# Audun-le-Roman
 Audun-le-Roman  es una comuna y población de Francia, en la región de Lorena, departamento de Meurthe y Mosela, en el distrito de Briey. Es la cabecera del cantón homónimo, si bien Tucquegnieux y Piennes la superan en población.
Está integrada en la Communauté de communes du Pays Audunois , de la que es la mayor población.

## Demografía
| 2848 | 2421 | 2102 | 2106 | 2121 | 2059 |
| Para los censos de 1962 a 1999 la población legal corresponde a la población sin duplicidades (Fuente: INSEE [Consultar]) |      |      |      |      |      |

Su población en el censo de 1999 era de 2.059 habitantes. Su aglomeración urbana –que también incluye Beuvillers- incluía 2.366 habitantes.